# Um die 50
Um die 50 ist eine deutsche Filmkomödie von Ralf Huettner aus dem Jahr 2021 und die Fortsetzung der Fernsehserie Um die 30 (1995). Der Film ist seit dem 23. August 2021 in der ZDFmediathek verfügbar und wurde am 30. August 2021 erstmals im Fernsehprogramm des ZDF ausgestrahlt.

## Handlung
Zwanzig Jahre sind vergangen, seitdem die Münchener Freunde und Pärchen Tina und Frank, Carlo und Carola sowie Sabrina und Olaf mit großen Träumen in die Zukunft blickten. Heute sind nur noch Carlo und Carola ein Paar, sie sind seit 27 Jahren verheiratet und haben zwei Kinder, allerdings kriselt es wegen einer Affäre Carolas mit Lokalpolitiker Florian. Tina und Frank haben sich scheiden lassen, Tina wohnt mittlerweile in Paris, Frank ist in zweiter Ehe mit Henriette verheiratet, die Sohn Lukas mit in die Beziehung brachte. Tinas Schwester Sabrina hat sich schon ziemlich früh von Olaf getrennt, dann Lars geheiratet und einen Sohn bekommen. Aktuell lebt sie in Trennung von ihrem Mann und ist in einer neuen Beziehung mit Ellen. Olaf lebt immer noch über seine Verhältnisse, hat eine deutlich jüngere Freundin Ellie und versucht seiner im Pflegeheim wohnenden Mutter das Haus abzuschwatzen.
Carolas 50. Geburtstag steht an und alle sind eingeladen, auch zum gemeinsamen Bowling am darauffolgenden Tag. Carlo legt sich bei den Vorbereitungen mächtig ins Zeug, damit es ein gelungenes Ereignis wird. Henriette hat darum gebeten, Franks erste Frau Tina nicht einzuladen, die sie nach wie vor als Konkurrentin sieht. Tina, Sabrina und Ellen planen, nicht auf die Feier zu gehen; sie sind nur in der Stadt, um den Nachlass ihrer Eltern zu regeln. Als auch Olaf nicht kommen möchte und sich am Telefon in Ausreden verwickelt, beschließen Carlo und Frank zu ihm zu fahren, da sie sich Sorgen machen. Dort treffen sie auch auf Tina. Olaf fährt mit Carlo zur Party, Frank fährt Tina noch in ihr Elternhaus. Die beiden entscheiden sich dann jedoch spontan, ein Zimmer in einem Hotel zu nehmen, allerdings sprechen sie nur in der Lobby über ihre Wünsche und was damals schieflief mit ihnen. Sie gehen nicht aufs Zimmer, Frank fährt allein zurück zur Party. Carola gesteht Carlo nachts noch die Affäre, die sie jetzt beendet hat. Carlo antwortet nur, dass er es wusste, aber nicht sagte, da ihm klar war, dass es nichts Ernstes sei.
Am nächsten Tag treffen sich alle beim Bowlen. Tina muss gleich zum Flieger, sie sagt Frank noch, dass sie ihn wiedersehen müsse, um Dinge mit ihm zu bereden, über die nur sie beide reden könnten. Sie verabschiedet sich und die anderen spielen – wie in früheren Zeiten – Bowling.

## Produktion
Der Film wurde vom 4. August 2020 bis zum 31. August 2020 in München und Umgebung gedreht. In dieser Fortsetzung der Fernsehserie Um die 30 aus den 1990er Jahren spielen alle sechs Protagonisten erneut mit.

## Soundtrack
Für den Soundtrack wurden unter anderem folgende Songs verwendet:
- Cockney Rebel (Make me smile)
- Billie Eilish (Bad Guy)
- T. Rex (Get it on)
- Stevie Wonder (Happy Birthday)
- Santana (Oye como va)
- Bob Marley (Sun Is Shining)
- Run DMC feat. Aerosmith (Walk This Way)
- Lykke Li (I follow Rivers)
- T. Rex (Bang a Gong)

## Rezeption

### Kritiken
Rainer Tittelbach gibt dem Film in seiner Besprechung auf tittelbach.tv insgesamt 4,5 von 6 Sternen (als Fan würde er sogar 5 geben). Der Film dürfte Fans des Vorgängers Um die 30 gefallen, aber auch für „Neueinsteiger“ gut funktionieren. Regisseur Ralf Hüttner habe dem Film eine unaufgeregte und unkomplizierte Tonlage verpasst und liefert so eine lockere Mixtur aus Alltagssituationen der Generation der Babyboomer.

### Einschaltquoten
Bei seiner Erstausstrahlung am 30. August 2021 im ZDF sahen 4,40 Millionen Zuschauer den Film. Dies entsprach einem Marktanteil von 15,9 %. Damit war Um die 50 die gefragteste Ausstrahlung des Abends.